# Tuncay Mesçi
Tuncay Mesçi selten auch Tuncay Mesci (* 1. Januar 1947 in Trabzon; † 8. Dezember 2019) war ein türkischer Fußballspieler. Er war ein wichtiges Mitglied jener Mannschaft. die als erstes anatolisches Team die türkische Meisterschaft gewinnen konnte. Mesçi gehörte damit zwei Spielzeiten zu jener großen Mannschaft von Trabzonspor, die besser bekannt ist als Karadeniz Fırtınası und das nächste Jahrzehnt im türkischen Fußball dominierte. Sein zwei Jahre älterer Bruder Köksal Mesçi war ebenfalls als Profifußballspieler tätig und wurde, wie Tuncay auch, türkischer Nationalspieler.

## Karriere

### Verein
Die Anfänge von Mesçis Fußballkarriere sind undokumentiert. So spielte er in den Jahren 1970 und 1971 in der Nachwuchsabteilung des Erstligisten Gençlerbirliği Ankara. Mit dem Profifußball begann er, als er zur Saison 1971/72 zum Hauptstadtverein MKE Ankaragücü wechselte und hier seinem älteren Bruder folgte, der bereits im Sommer 1970 zu diesem Klub gewechselt war. Anders als sein Bruder, fristete Tuncay bei Ankaragücü eher ein Reservistendasein und absolvierte bis zum Saisonende zwei Ligaspiele und ein Pokalspiel. Mit seiner Mannschaft beendete er die Liga auf dem 5. Tabellenplatz und erzielte die beste Erstligaplatzierung seit acht Jahren. Zudem erreichte seine Mannschaft zum ersten Mal in der Vereinsgeschichte das Finale des Türkischen Pokals. Im Finale setzte man sich nach zwei Spielen gegen Altay Izmir durch und erreichte den ersten Titelgewinn in diesem Wettbewerb. Bereits nach einer Saison bei Ankaragücü wechselte Mesçi innerhalb der 1. Lig zum südanatolischen Vertreter Mersin İdman Yurdu. Hier gelang es ihm auf Anhieb, sich einen Stammplatz zu erobern. So absolvierte er bis zum Saisonende 23 Ligaspiele.
Zur Saison 1974/75 gelang es Trabzonspor als erster Verein aus der nordtürkischen Hafenstadt Trabzon, der Heimatstadt Mesçis, in die 1. Lig aufzusteigen. Dieser Verein war sieben Jahre zuvor durch die Fusion mehrerer örtlicher Vereine gegründet worden und hatte die Absicht, mit örtlichen Talenten die Stadt Trabzon in der 1. Lig zu repräsentieren. Im Sommer 1974 bemühte sich Trabzonspor um eine Verpflichtung Mesçis. Dieser nahm das Angebot an und wechselte in seine Heimatstadt. Trotz seiner Jugend fand er in der Mannschaft einen Stammplatz. Die erste Saison in der höchsten türkischen Spielklasse verlief für Mesçi eher durchwachsen und er absolvierte 15 Ligapartien. Seine Mannschaft belegt den neunten Tabellenplatz. In der zweiten Erstligasaison erreichte man völlig überraschend die Meisterschaft. Bis zu dieser Saison entschieden die drei großen Istanbuler Vereine Beşiktaş Istanbul, Fenerbahçe Istanbul und Galatasaray Istanbul die Meisterschaft der Süper Lig unter sich. Zwar verfehlte mit Eskişehirspor ein anderer anatolischer Verein dreimal knapp die Meisterschaft, jedoch blieb der Bann bestehen. Erst mit Trabzonspors Meisterschaft wurde er gelöst. Daneben holte die Mannschaft in dieser Saison den Präsidenten-Pokal und den Premierminister-Pokal. Mesçi absolvierte nahezu alle Pflichtspiele seiner Mannschaft und schaffte es auch in die türkische Nationalmannschaft. Er gehörte damit zwei Spielzeiten zu jener großen Mannschaft von Trabzonspor, die besser bekannt ist als Karadeniz Fırtınası und das nächste Jahrzehnt im türkischen Fußball dominierte.
Nach dieser historischen Meisterschaft bemühten sich die Istanbuler Vereine Beşiktaş und Galatasaray um Mesçi. Schließlich wechselte er zu Beşiktaş. Bei diesem Verein schaffte er es schnell in die Stammformation und gewann zum Saisonende mit der Mannschaft den Premierminister-Pokal. Ende Oktober 1977 zog sich Mesçi eine Verletzung zu und fiel einige Wochen aus. Anschließend erlebte er mit dem Cheftrainer Miloš Milutinović einige Kontroversen und fehlte anschließend lange Zeit im Mannschaftstraining. In der Winterpause kehrte er zwar zu seiner Mannschaft zurück, blieb aber bis zum Saisonende ohne Pflichtspieleinsatz.
Am Ende der Saison 1977/78 wurde er bei Beşiktaş auf die Verkaufsliste gesetzt. Im August 1978 wechselte er innerhalb der Liga zu Orduspor. Bei diesem Verein verweilte er eine unbestimmte Zeitlang ohne eine Pflichtspielpartie zu absolvieren. Der weitere Karriereverlauf Mesçis ist nicht weiter dokumentiert.

### Nationalmannschaft
Mesçi begann seine Nationalmannschaftskarriere 1970 mit einem Einsatz für die türkische U-18-Nationalmannschaft. Bis zum Sommer 1971 absolvierte er fünf weitere Einsätze für diese Auswahlmannschaft.
Mesçi wurde im Februar 1976 vom Nationaltrainer Coşkun Özarı im Rahmen eines Testspiels gegen die Iranische  Nationalmannschaft zum ersten Mal für das Aufgebot der türkischen Nationalmannschaft nominiert und gab in dieser Begegnung sein A-Länderspieldebüt. 

## Erfolge
Mit MKE Ankaragücü
- Tabellenvierter der Süper Lig: 1972/73 (Ohne Einsatz)
- Tabellenfünfter der Süper Lig: 1971/72
- Türkischer Pokalsieger: 1971/72
- Türkischer Pokalfinalist: 1972/73 (Ohne Einsatz)

Mit Trabzonspor
- Türkischer Meister: 1975/76
- Türkischer Pokalfinalist: 1974/75, 1975/76
- Präsidenten-Pokalsieger: 1975/76
- Premierminister-Pokalsieger: 1975/76